# Дробета – Турну Северин
Дробета – Турну Северин (на румънски: Drobeta-Turnu Severin; на унгарски: Szörényvár) е град в Румъния със 104 557 жители (2002). Разположен е на левия бряг на Дунав на 931 км от вливането на реката чрез делтата ѝ в Черно море.
В Административно-исторически план е разположен на границата между Влашко (Олтения) и Банат, а днес е център на румънския окръг Мехединци.

## Име и история
Селище на мястото на днешния град е съществувало през времето на римския император Домициан и се счита за най-старото римско селище на територията на днешна Румъния. Известно е и с дакийското име Дробета.
Градът е основан от унгарския крал Ласло I и се намира срещу Кладово на Дунав и непосредствено западно от българската твърдина Чернец на река Тополница. Насред града се издига кула, а до нея - стари казарми и затвор. Кулата е част от крепост, строена през XIII век. Кулата дава средновековното на града - Турну Северин (от турн - кула). От римската Дробета са открити основи на сгради, терми и др.
От 16 май 1972 г. градът официално се нарича с двойно име Дробета – Турну Северин, защото през III век се е наричал Северус Турн на името на император Септимий Север (193 - 211 г.). До 1859 г. градът с изключение на времето след Пожаревския договор (1718-1739) е в ръцете на османците, а след това е в пределите на Австро-Унгария.

## Икономика
Край града има голям корабостроителен завод, в който се строят морски и речни кораби.
В града има още заводи за вагони, целулоза, дървопреработване, месокомбинат, фабрика за бонбони и др. Една сграда от 19 век е предоставена за Дворец на културата. Богатият музей има няколко отдела - археология, фолклор и етнография, природонаучен, отдел за пролома Железни врата.
Дробета – Турну Северин се нарича град на розите. Те красят градините, парковете и алеите край паметниците на града. Парковете на града носят имена на редица румънски национални герои - генерал Драголина, на Тудор Владимиреску. В Дробета - Турну Северин има паметник на император Траян. От града започва една страница от историята на Румъния. В града е издигнат и паметник на героите от Първата световна война - виж Румънска кампания.
В околностите на града се намира хубавата гора Прихала и няколко манастира, като има и скални образувания във вид на естествен скален мост.

## Топографски карти
- Лист от карта L-34-XXXV Дробета-Турну-Северин. Мащаб: 1 : 200 000.

### Родени в Дробета – Турну Северин
- Александър Лер, немски генерал